# 케네스 왈츠
케네스 왈츠(Kenneth Neal Waltz, 1924년 6월 8일 ~ 2013년 5월 12일)는 국제정치학의 기초를 마련한 미국의 정치학자이며 예비역 미국 육군 중위 출신이다. 캘리포니아 대학교 버클리와 컬럼비아 대학교에서 교수로 재직했으며, 제2차 세계대전과 6·25 전쟁에 참전하기도 했다.
왈츠는 국제관계 이론에 막대한 영향을 미쳤으며, 신현실주의(또는 구조적 현실주의)의 창시자이다. 왈츠는 국제정치학이론의 여러 기본 개념을 창안하였으며, 사실상 현대 국제정치학은 왈츠 이전과 이후로 나눠진다고 평가될 정도이다. 영국 국제정치학회(BISA) 회장이었던 켄 부스는 왈츠에 대해 "국제관계학의 다윈"이라 평가하기도 했다.
왈츠는 국제정치이론가였지만 현실정치에 관해서도 많은 연구를 했다. 1981년 왈츠는 논문에서 핵 확산이 군사적 균형으로 이어져 오히려 국제 평화의 가능성을 높일 수도 있다고 주장하기도 했다.
주요 저서로는 《인간, 국가, 전쟁 (Man, the State, and War)》 (1959), 《외교 정책과 민주정치 (Foreign Policy and Democratic Politics)》 (1967), 《국제정치이론 (Theory of International Politics)》 (1979) 등이 있다.

## 생애
왈츠는 1924년 6월 8일 미국 미시간주 앤아버에서 태어났다. 앤아버에서 고등학교까지 나온 후, 왈츠는 오벌린 대학에 진학해 수학 전공을 시작했다. 학업은 제2차 세계대전의 발발으로 중단되고 왈츠는 1944년부터 1946년까지 미 육군에 복무하게 된다. 전쟁이 끝난 후 전공을 경제학으로 바꿔 1948년 오벌린 대학교에서 학사 학위를 취득하였다.
1949년 왈츠는 헬렌 엘리자베스 린슬리(Helen Elizabeth Lindsley)와 결혼해 후에 세 아이를 낳는다. 경제학을 심화 공부하기 위해 컬럼비아 대학교를 다닌 후, 왈츠는 정치 철학에 더 큰 흥미를 느끼고 정치학으로 전공을 변경한다. 그는 1950년 컬럼비아 대학교에서 석사 학위를 받았으며, 그 해 잠시 동안 오벌린 대학의 강사로 일했다.
미군 예비군의 일원으로서 왈츠는 한국 전쟁에 다시 징집되어 1951~1952년 중위로서 참전한다. 컬럼비아 대학교로 돌아와 왈츠는 1954년 박사 학위를 받는다.
1953년부터 1957년까지 왈츠는 컬럼비아 대학교에서 강사 및 조교수로 재직했다. 그 후 1957년에서 1966년까지 스와스모어 칼리지에서 조교수 및 교수로 재직했으며, 1966년부터 1971년까지는 브랜다이스 대학교에서 교수로 재직했다. 1971년에는 캘리포니아 대학교 버클리로 옮겨 20년 이상 강의한다. UC버클리에서 은퇴한 후 1997년 왈츠는 컬럼비아 대학교로 돌아와 겸임교수가 된다.
왈츠는 뉴욕에서 2013년 5월 12일 폐렴 등의 합병증으로 사망하였다.

## 저서
- 《인간, 국가, 전쟁 (Man, the State, and War)》 (1959)
- 《외교 정책과 민주정치 (Foreign Policy and Democratic Politics: The American and British Experience)》 (1967)
- 《국제정치이론 (Theory of International Politics)》(1979)
- 《현실주의와 국제정치학 (Realism and International Politics)》 (2008)

## 같이 보기
- 신현실주의
- 핵확산

## 참고 문헌
- 이근욱 (2009). 《왈츠 이후》. 한울. ISBN 978-89-460-6138-5